# Тотоникапан
Тотоникапан (на испански: Totonicapán) е град в департамент Тотоникапан, Гватемала. Населението на града през 2010 година е 44 762 души.